# 上川大雪酒造
上川大雪酒造株式会社（かみかわたいせつしゅぞう）は、北海道上川郡上川町旭町に本社をおく日本酒の酒造会社。本社のほか、帯広市、函館市にも蔵を構え、それぞれ別銘柄で日本酒を製造している。

## 沿革
1955年12月、三重県四日市市で「ナカムラ」として創業。
経営難から休眠状態になっていたところ、三國プランニング副社長の塚原敏夫らの働きかけによって北海道へ移転し、新たに事業を興す計画が持ち上がり、2016年8月に塚原が社長となり、三國プランニングがレストラン兼ホテルを経営していた北海道上川町への移転に取り組んだ。
2016年11月に「上川大雪酒造」への商号変更と本社および酒蔵の移転をおこない、12月には酒類製造場移転許可申請書を国税当局に提出したが、国税庁の管轄区域をまたいでの移転申請は前例がないものであった。
2017年5月、酒造免許の移転許可を受け、上川大雪酒造株式会社「緑丘蔵」（りょっきゅうぐら）としての酒造を開始した。この間、資金調達にクラウドファンディングを活用したことも注目された。新十津川町の金滴酒造の杜氏であった川端慎治が杜氏に就任した。塚原社長及び出資者となった日立トリプルウィンの親会社・日立キャピタルの三浦和哉会長は小樽商科大学出身、川端杜氏及び日立キャピタルの川部誠治社長は小樽潮陵高校出身と小樽市に縁のある人脈で構成されており、蔵の名前の「緑丘」とは小樽商科大学の異称である。
2019年1月には、「緑丘蔵」に隣接した直営店を開設した。
この間、2018年7月には、帯広畜産大学と協力して、同大学内に新たな醸造所を構え「観光蔵」を設けることで合意し、新会社「十勝緑丘」を設立して事業化に取り組んだ。大学構内の施設として前例のない酒蔵となったこの施設は「碧雲蔵（へきうんぐら）」と名付けられ、2020年5月に完成し、11月には最初の新酒「純米 十勝 初しぼり」が十勝地方限定で発売された。
また、2020年8月には、函館市に新会社「函館五稜乃蔵」を開業する計画が発表された。
2021年12月には「五稜乃蔵」での日本酒の仕込みが始まり、2022年1月に、生の純米酒「五稜」が函館市内で発売された。
2024年、酒蔵から始まる地方創生に取り組んだ功績により第78回北海道新聞文化賞を受賞した。